# Johan Engeström

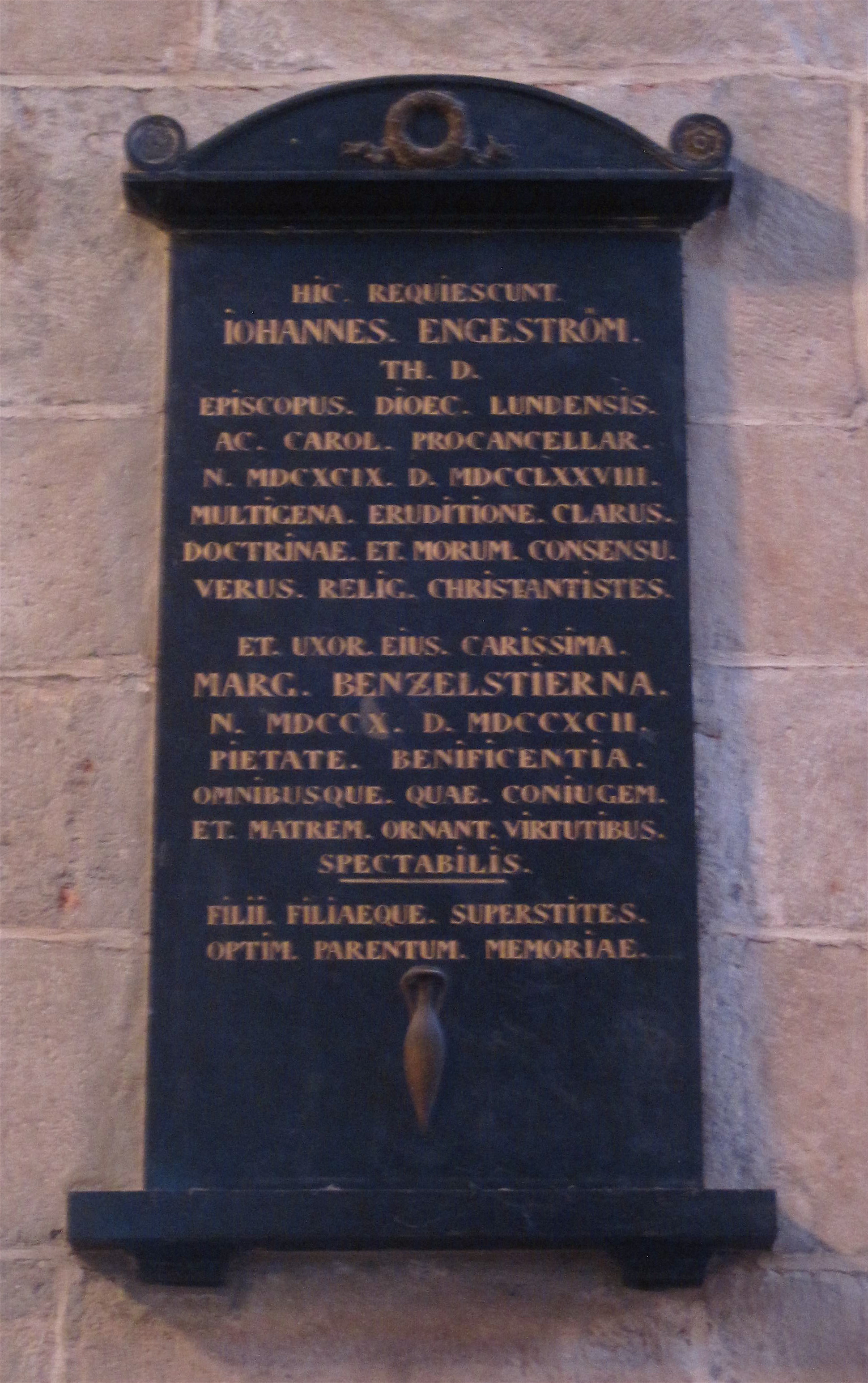
Johan Engeströms epitafium i Lunds domkyrka.

Johan Engeström, född den 20 november 1699 i Lilla Slågarp i Skåne, död den 16 maj 1777, var en svensk språkforskare och präst. Han var biskop i Lunds stift 1748-1777.
Engeström blev student vid Lunds universitet 1715 och promoverades 1723 till filosofie magister. Han ägnade sig åt studiet av orientaliska språk och vistades någon tid innan han promoverades i norra Tyskland. Där fick han undervisning i hebreiska av rabbiner vid synagogan i Hamburg. Känd såsom skicklig orientalist, knöts han till universitetet 1729 som adjunkt vid filosofiska fakulteten. Han befordrades till professor i österländska språk och grekiska den 10 november 1732. Som akademisk lärare gav han ut en mängd filologiska disputationer, bland vilka Grammatica hebræa biblica är hans viktigaste arbete. Engeström förflyttades den 3 april 1742 till en teologisk professur. Han prästvigdes kort därefter samt blev 2 december 1743 förste teologie professor och domprost i Lund. År 1746 blev han teologie doktor.
Den 11 mars 1748 efterträdde Engeström Henrik Benzelius som biskop för Lunds stift och prokansler vid universitetet. Som universitetets prokansler var han till mycket hjälp för kanslern, Nils Palmstierna, som var ledare för hattpartiet. De delade politiska åsikter och Engeström förvaltade under ett år efter Palmstiernas avgång själv kanslersämbetet. Engeström fanns på plats vid riksdagarna 1751, 1755-56 och 1760–62, men deltog inte i partistriderna.

## Familj
Engeström var son till häradshövding Jonas Åkeson och Maria Saur. Han gifte sig 7 januari 1735 med Margareta Benzelstierna (1710-1792), dotter till ärkebiskop Jakob Benzelius och Catharina Matsdotter Edenberg till Kiplingeberg. Hans barn adlades, "för faderns förtjänster", vid kung Adolf Fredriks kröning 22 november 1751 och tog namnet von Engeström. Sönerna introducerades på Riddarhuset 8 juni 1752 under nummer 1948, från 1805 nummer 1948 B.

## Barn
- Jacob von Engeström (1735–1802)
- Jonas von Engeström (1737–1807)
- Gustaf von Engeström (1738–1813)
- Johan von Engeström (1743–1807)
- Maria Beata von Engeström (1744–1822), gift med biskop Nils Hesslén
- Ulrika von Engeström (1746–1829)
- Lars von Engeström (1751–1826)
- Adolph von Engeström (1753–1825)